# Neolamprologus
Neolamprologus é um gênero de peixes da família Cichlidae.

## Espécies
O gênero contém 67 espécies descritas:
- Neolamprologus bifasciatus Büscher, 1993
- Neolamprologus boulengeri (Steindachner, 1909)
- Neolamprologus brevis (Boulenger, 1899)
- Neolamprologus brichardi (Poll, 1974)
- Neolamprologus buescheri (Staeck, 1983)
- Neolamprologus cancellatus Aibara, Takahashi & Nakaya, 2005
- Neolamprologus caudopunctatus (Poll, 1978)
- Neolamprologus christyi (Trewavas & Poll, 1952)
- Neolamprologus crassus (Brichard, 1989)
- Neolamprologus cylindricus Staeck & Seegers, 1986
- Neolamprologus devosi Schelly, Stiassny & Seegers, 2003
- Neolamprologus falcicula (Brichard, 1989)
- Neolamprologus fasciatus (Boulenger, 1898)
- Neolamprologus furcifer (Boulenger, 1898)
- Neolamprologus gracilis (Brichard, 1989)
- Neolamprologus hecqui (Boulenger, 1899)
- Neolamprologus helianthus Büscher, 1997
- Neolamprologus leleupi (Poll, 1956)
- Neolamprologus leloupi (Poll, 1948)
- Neolamprologus longicaudatus Nakaya & Gashagaza, 1995
- Neolamprologus longior (Staeck, 1980)
- Neolamprologus marunguensis Büscher, 1989
- Neolamprologus meeli (Poll, 1948)
- Neolamprologus modestus (Boulenger, 1898)
- Neolamprologus mondabu (Boulenger, 1906)
- Neolamprologus multifasciatus (Boulenger, 1906)
- Neolamprologus mustax (Poll, 1978)
- Neolamprologus niger (Poll, 1956)
- Neolamprologus nigriventris Büscher, 1992
- Neolamprologus obscurus (Poll, 1978)
- Neolamprologus olivaceous (Brichard, 1989)
- Neolamprologus pectoralis Büscher, 1991
- Neolamprologus petricola (Poll, 1949)
- Neolamprologus pleuromaculatus (Trewavas & Poll, 1952)
- Neolamprologus prochilus (Bailey & Stewart, 1977)
- Neolamprologus pulcher (Trewavas & Poll, 1952)
- Neolamprologus savoryi (Poll, 1949)
- Neolamprologus schreyeni (Poll, 1974)
- Neolamprologus sexfasciatus (Trewavas & Poll, 1952)
- Neolamprologus similis 	Büscher, 1992
- Neolamprologus splendens (Brichard, 1989)
- Neolamprologus tetracanthus (Boulenger, 1899)
- Neolamprologus toae (Poll, 1949)
- Neolamprologus tretocephalus Boulenger, 1899)
- Neolamprologus variostigma Büscher, 1995
- Neolamprologus ventralis Büscher, 1995
- Neolamprologus wauthioni (Poll, 1949)